# Forgách utca (Metró Budapest)
Forgách utca ist eine 1990 eröffnete Station der Linie M3 der Metró Budapest. Sie liegt zwischen den Stationen Göncz Árpád városközpont und Gyöngyösi utca.
Die Station wurde 2017–2019 renoviert und befindet sich im XIII. Budapester Bezirk.

## Galerie

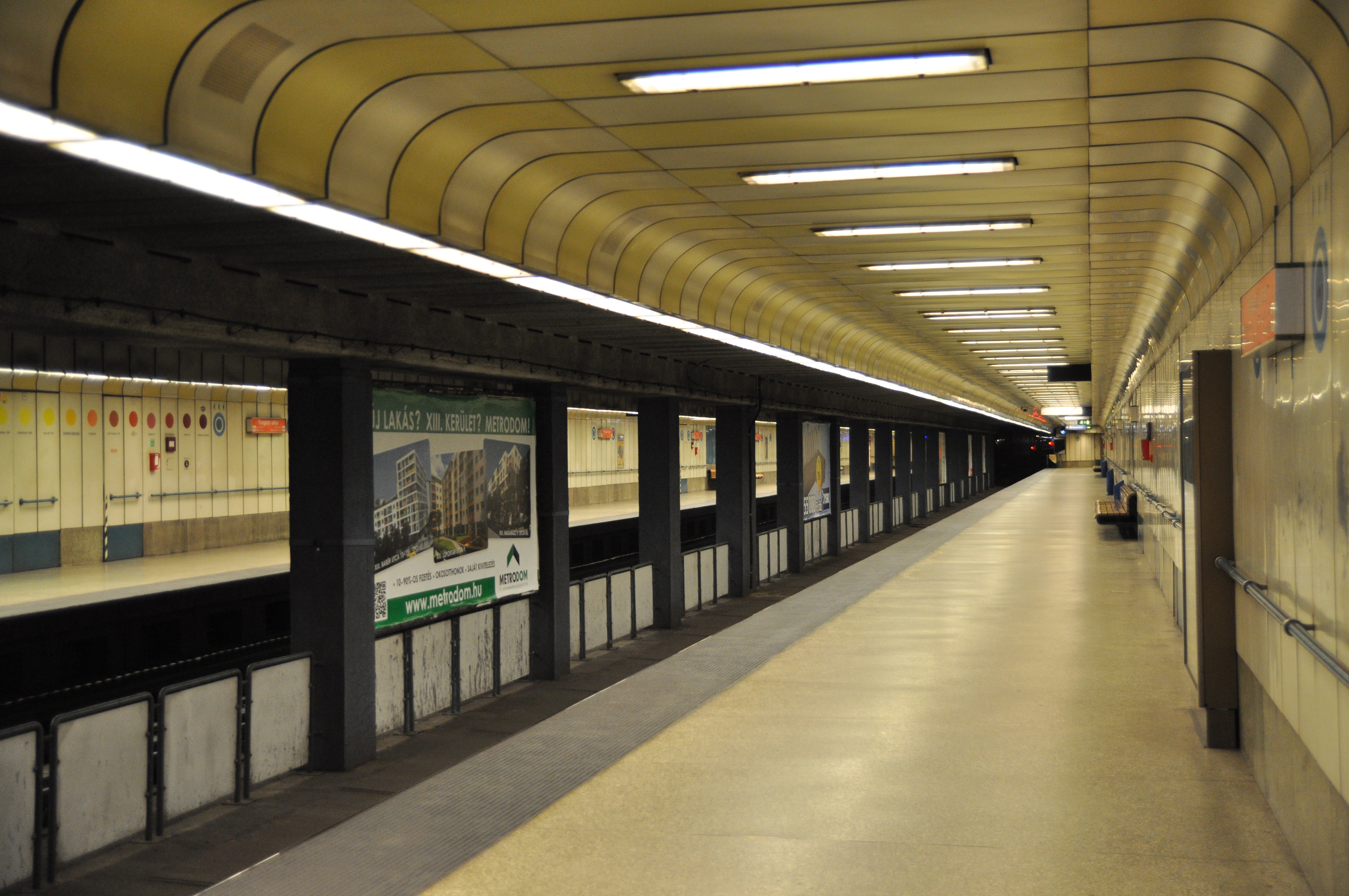
Bahnsteig vor der Renovierung
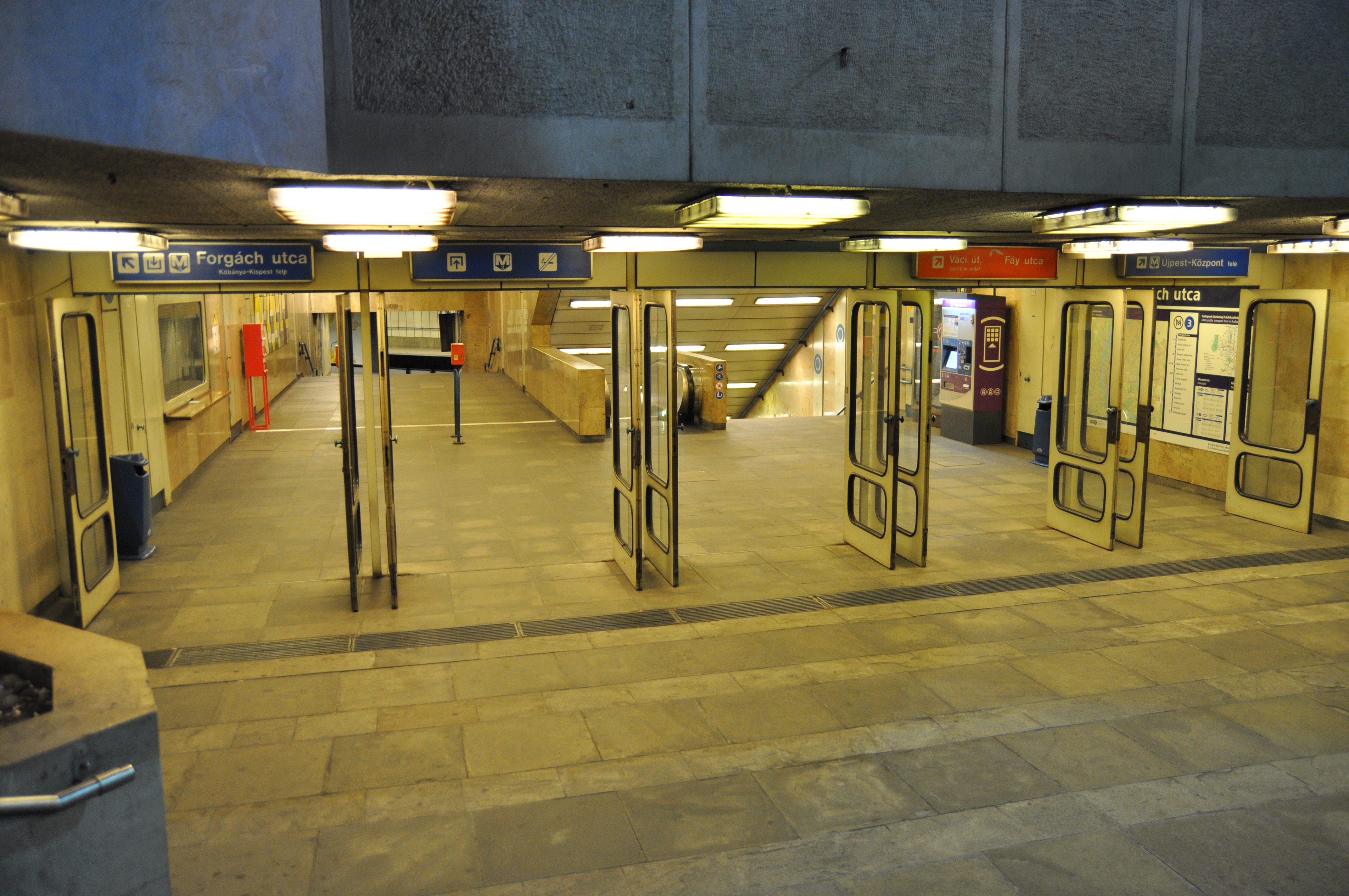
Zugang vor der Renovierung